# Tre colori (Graziano Romani)
Tre colori è il terzo album in italiano di Graziano Romani, pubblicato nel marzo 2007.
Il titolo dell'opera è un omaggio alla città natale di Graziano Romani, Reggio Emilia, che per prima adottò il tricolore della bandiera italiana nel  1797.

## Tracce
Testi e musiche di Graziano Romani.
1. Spiriti liberi – 4:20
2. Stesso viaggio stessa città – 4:22
3. Corre buon sangue – 5:13
4. L'amore che dai – 5:04
5. Acceso – 5:33
6. Andare andare andare – 4:35
7. Giorni sporchi – 3:36
8. Solerosso – 4:37
9. Tre colori – 4:57
10. Guardando in faccia il sole – 4:48
11. Dire sì – 4:38
12. Una luce diversa – 3:43
13. Ad ogni passo – 4:18

## Musicisti

### Formazione
- Graziano Romani - voce; chitarra acustica; chitarra elettrica
- Chris Gianfranceschi - pianoforte; organo; tastiere
- Max Ori - basso elettrico
- Pat Bonan - batteria

#### Guests
- Elio - voce e cori nel brano "Giorni sporchi"
- Sandro Severini (dei Gang) - chitarra elettrica nel brano "Guardando in faccia il sole"
- Marino Severini (dei Gang) - voce e cori nel brano "Guardando in faccia il sole"
- Franco D'Aniello - tromba nel brano "Spiriti liberi"
- Modena City Ramblers: Massimo "Ice" Ghiacci alla Chitarra acustica; Franco D'Aniello al Tin whistle; Francesco "Fry" Moneti al Mandolino; Davide "Dudu" Morandi, Betty Vezzani alla voce ed ai cori; Arcangelo "Kaba" Cavazzuti ai cori nel brano "Corre buon sangue"
- Francesco "Fry" Moneti - mandolino nel brano "Stesso viaggio stessa città"
- Francesco Germini - violino nei brani "Spiriti liberi"; "Una luce diversa"; "Ad ogni passo". viola e sezione archi nel brano "Ad ogni passo"
- Max Cottafavi - chitarra elettrica nel brano "Dire sì". Chitarra acustica e chitarra elettrica nel brano "Una luce diversa"
- Fabrizio Tedeschini - chitarra acustica e chitarra elettrica nei brani "L'amore che dai"; "Acceso"; "Andare andare andare"; "Giorni sporchi". Chitarra elettrica nel brano "Corre buon sangue"
- Cristiano Maramotti - chitarra acustica e chitarra elettrica nel brano "Solerosso"
- Alberto Solieri - percussioni nei brani "Spiriti liberi"; "L'amore che dai"
- Max "Grizzly" Marmiroli - sassofono nel brano "Ad ogni passo"
- Gabriele "Lele" Cavalli - chitarra acustica nel brano "Tre colori"
- Giulia Nuti - viola nel brano "Tre colori"

## Video
- L'amore che dai

## Informazioni addizionali
- La prima tiratura del CD Tre colori è stata distribuita in versione "paper sleeve-limited edition" con una speciale sovracopertina in cartoncino.
- John Cuniberti dei The Plant Studios di Sausalito (California - USA) ha curato la fase di mastering dell'album.